# エイリアンズ (1990年のゲーム)
『エイリアンズ』 (Aliens) は、コナミが1990年3月に発売したアーケードゲーム。映画『エイリアン2』（原題：Aliens）を題材にしたアクションシューティングゲームである。

## 内容
『魂斗羅』、『スーパー魂斗羅 エイリアンの逆襲』といったエイリアンとの戦闘を題材にしたアクションシューティングを出していたコナミが、20世紀フォックスから正式に『エイリアン2』の版権許諾を得て製作した。プレイヤーはエレン・リプリー（1P）、ヒックス伍長（2P）として、惑星LV-426にてエイリアンと戦う。敵エイリアンはゲームオリジナルのものも多い。
8方向レバーと2ボタンを使用するベルトスクロールアクション。ボタン1は立って撃つ、ボタン2はしゃがんで撃つ、ボタン1+2の同時押しでボムの使用。ショットアイテムを入手するとショットのタイプを変更できる。パワーボックスを破壊すると中からショットアイテムが出現する。ショットアイテムは数秒ごとに切り替わり、接触するとその武器に切り替わる。基本装備はスマートガンであり、追尾ミサイルなど幾つか種類がある。また、パワーローダーという乗り物は銃器を使用できなくなる代わりに高い威力と広範囲の攻撃で敵を倒せる。なお、最終ステージにおけるエイリアンクイーンとの対決では自動的にパワーローダーに乗って戦う。しゃがみ撃ちはチェストバスターのような背の低い敵にも攻撃が当たるが、移動速度は遅くなる。
日本国外版ではステージ1にニュートが逃げるシーンが追加されており、日本版のステージ1と2の間に3Dシューティングステージが挿入されている。